# Szczucin

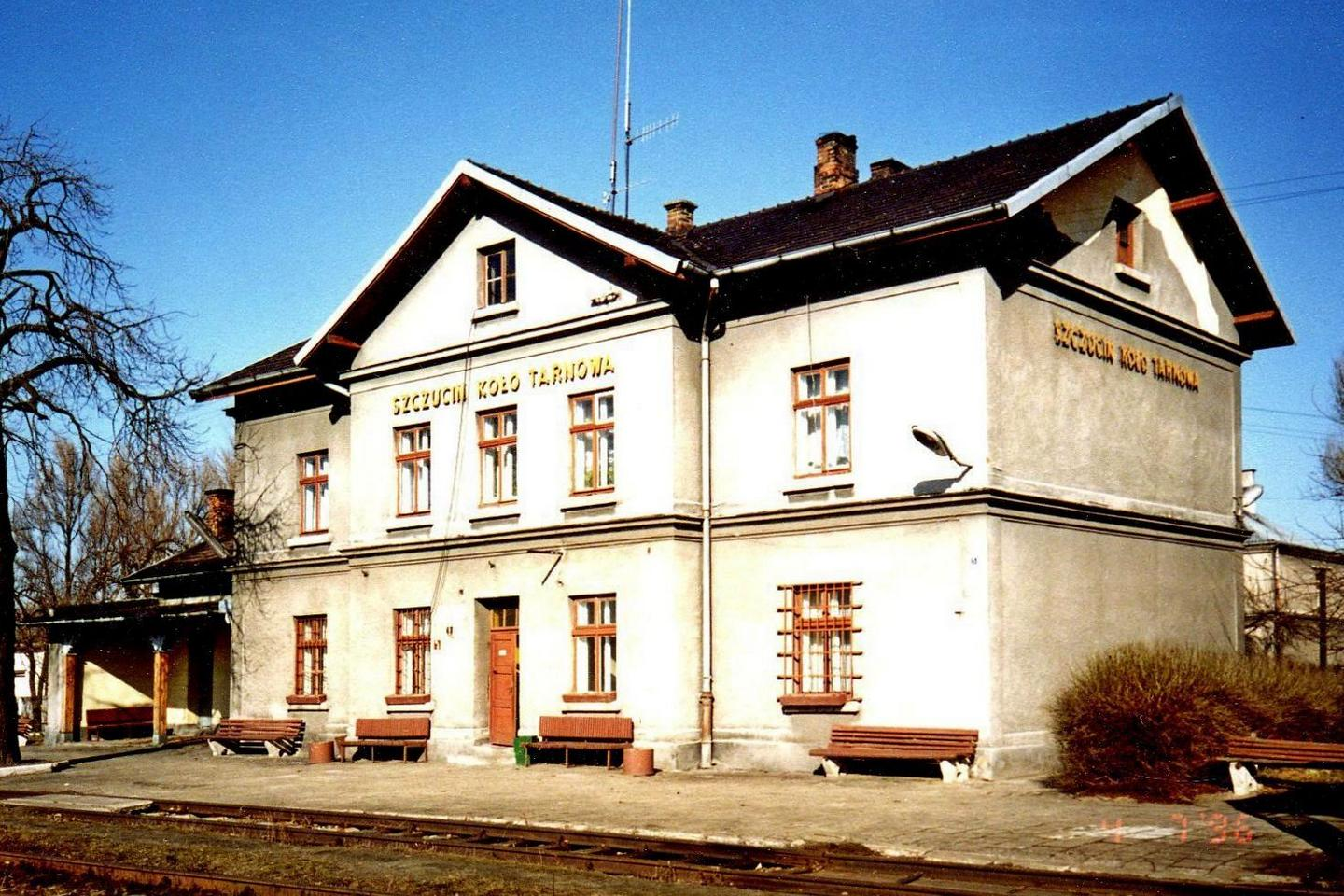
Station Szczucin koło Tarnowa

Szczucin is een dorp in het Poolse woiwodschap Klein-Polen, in het district Dąbrowski. De plaats maakt deel uit van de gemeente Szczucin en telt 4057 inwoners.

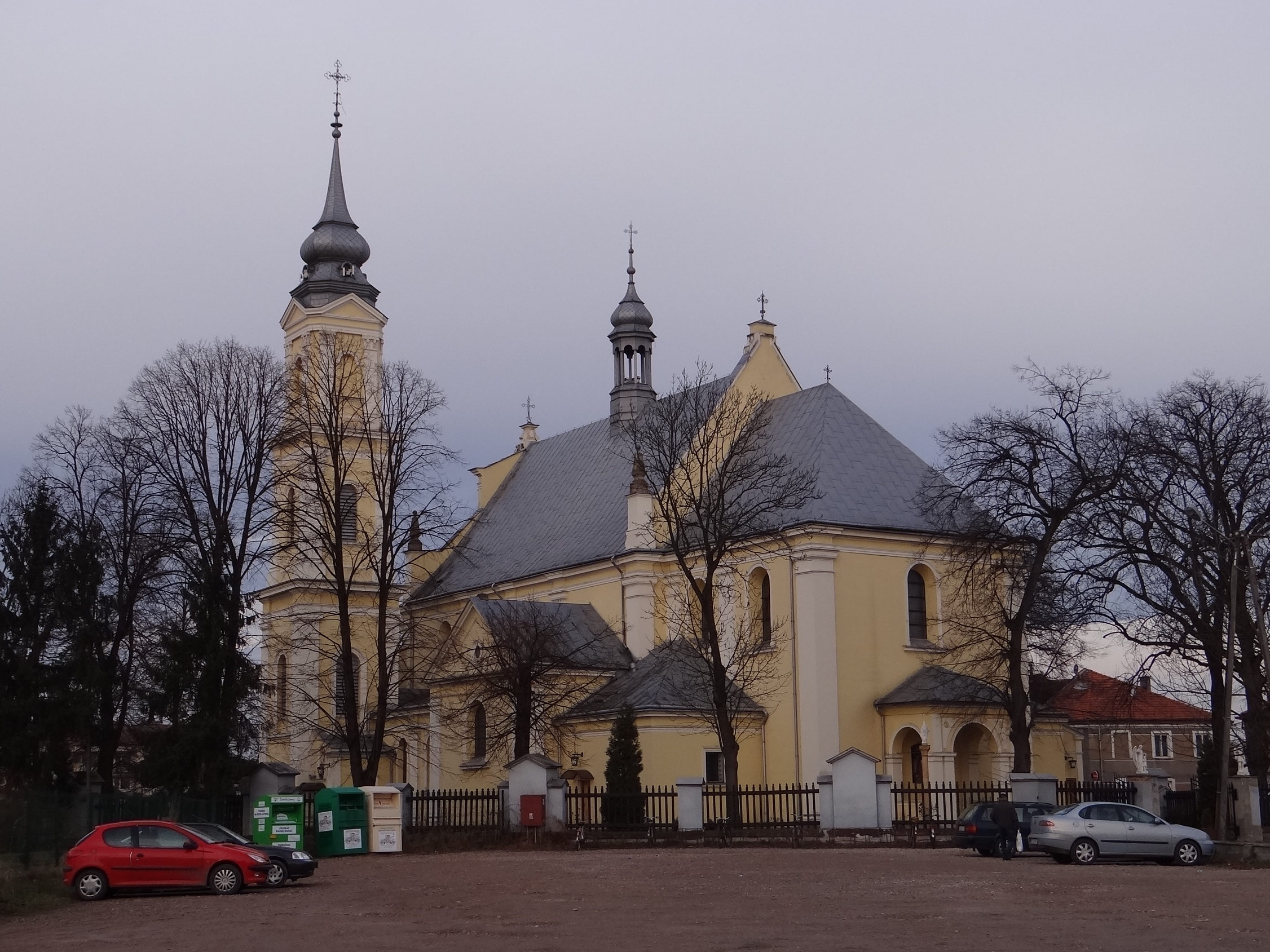
Parochiekerk uit 1680

## Verkeer en vervoer
- Station Szczucin koło Tarnowa